# Batorz
Batorz è un comune rurale polacco del distretto di Janów Lubelski, nel voivodato di Lublino.
Ricopre una superficie di 70,81 km² e nel 2004 contava 3 540 abitanti.